# Joe Manchin
Joseph "Joe" Manchin III, född 24 augusti 1947 i Farmington, West Virginia, är en amerikansk demokratisk politiker och affärsman. Han representerade delstaten West Virginia i USA:s senat från 15 november 2010 till januari 2025. Han var West Virginias guvernör 2005–2010.
Manchin har kallat sig själv en "moderat konservativ demokrat" och citeras ofta som den mest konservativa demokraten i senaten. West Virginia har blivit en av de starkaste republikanska delstaterna i USA, men Manchin har fortsatt att se valframgångar.
Han blev 1982 invald i underhuset av West Virginias lagstiftande församling, West Virginia House of Delegates. 1986 blev han invald i delstatens senat, West Virginia Senate. I delstatens senat satt han i tio år.
Manchin tillkännagav 2003 sin ambition att utmana West Virginias sittande guvernör Bob Wise i demokraternas primärval 2004. Wise valde att inte ställa upp för omval. Manchin vann klart i både primärvalet och i själva guvernörsvalet.
Från och med 2021 är Manchin den enda demokraten som innehar ämbete i delstaten West Virginia, och representerar det som med stor marginal är den mest republikanskt lutande valkretsen av någon demokrat i kongressen. Efter valet 2020 blev han vågmästare i en demokratiskt kontrollerad senat.
Manchin har sagt att han inte kommer att kandidera för omval år 2024.

## Biografi
Manchin föddes år 1947 i Farmington, West Virginia en liten kolbrytningstad, den andra av fem barn av Mary O. och John Manchin. Manchin härleddes från "Mancini". Hans pappa var av italiensk härkomst och hans morföräldrar var tjeckoslovakiska invandrare.
Manchin är katolik. Han avlade sin examen i företagsekonomi vid West Virginia University 1970 och var sedan verksam i flera familjeägda företag.

## USA:s senat
Senator Robert Byrd avled 2010 i ämbetet och Manchin utnämnde sin medarbetare Carte Goodwin till senaten fram till fyllnadsvalet som ordnades i samband med mellanårsvalet i USA 2010. Goodwin ställde inte upp i valet men det gjorde Manchin som besegrade republikanen John Raese med 53,5 % av rösterna mot 43,4 % för Raese. Efter valet i november 2010 avgick Manchin som guvernör och efterträdde Goodwin som senator för West Virginia.

### Senatsvalet i West Virginia 2018
Joe Manchin ställde upp i omval år 2018 för en andra mandatperiod som senator. Primärvalet för båda partier var den 8 maj 2018. Manchin utmanades av West Virginias justitieminister Patrick Morrisey på den republikanska sidan. I augusti 2017, Morrisey bad Manchin offentligt att avgå från senatens demokratiska ledarskapsteam. Manchin svarade, "Jag ger inte ett skit, förstår du?" till en Charleston Gazette-Mail reporter när man frågade om Morriseys krav. "Jag ger bara inte ett skit. Bryr mig inte om jag blir vald, bryr mig inte om jag blir besegrad, hur låter det?"
Manchin besegrade republikanen Patrick Morrisey.

## Politiska positioner
Manchin anses ofta vara en moderat eller till och med en konservativ demokrat. Han har kallat sig själv en "centrist, moderat konservativ demokrat".FiveThirtyEight, som spårar kongressens röster, har funnit att Manchin röstade med Donald Trumps position 53,9 procent av tiden. Enligt GovTrack, är Joe Manchin den mest konservativa demokraten från och med 2017 och GovTracks analys placerar Manchin till höger om alla andra demokrater och till höger om republikanska senatorerna Susan Collins och Lisa Murkowski.
Manchin är abortmotståndare.

### Partiöverskridande
Innan Manchin svors in, fanns det rykten att det republikanska partiet höll på att häva Manchin för att byta partier. Även om republikanerna senare föreslog att Manchin var källan till ryktena. De försökte övertyga honom igen år 2014 efter att ha återkallat kontrollen över senaten. Manchin avvisade deras förslag. När 2016-valet närmade sig, spekulerade rapporter att Manchin skulle byta till republikanska partiet om senaten var oavgjord med 50-50. Men han uppgav senare att han skulle stanna hos demokraterna åtminstone så länge som han var kvar i senaten.

### Donald Trump
Manchin välkomnade Trumps presidentskap, han sa: "Han kommer att korrigera handelspolitiken, obalansen i vår handelspolitik, som är hemsk." Manchin var den enda demokraten att rösta för i bekräftelse av Jeff Sessions och Steven Mnuchin.
I sin 2018-kampanj för senaten, meddelade Manchin att han stöder Trumps förslag att bygga en mur längs den södra gränsen av USA. Han sa också att han ångrar att han röstade för Hillary Clinton och att han skulle vara öppen för att stödja Donald Trump till president år 2020. Manchin sade senare att han stödde Joe Biden till president 2020.
I januari 2021 röstade Manchin för att döma Trump i hans andra riksrättsprocess.

## Privatliv
År 1967 gifte sig Manchin med Gayle Heather Conelly. Paret har tre barn tillsammans.